# Ptychozoon lionotum
Ptychozoon lionotum är en ödleart som beskrevs av  Annandale 1905. Ptychozoon lionotum ingår i släktet Ptychozoon och familjen geckoödlor. IUCN kategoriserar arten globalt som livskraftig. Inga underarter finns listade i Catalogue of Life.